# Vālmīki
Vālmīki (वाल्मीकि), traslitterato in passato anche Valmici, (II secolo a.C. circa – I secolo a.C. circa) è stato un poeta indiano autore dell'epica induista Rāmāyaṇa.

## Origini
La storia di Vālmīki è immersa nella leggenda. Secondo una versione egli era un brigante paria di nome Ratna che viveva nella foresta per depredare i viaggiatori; un giorno passò dalla foresta il saggio Nārada, e quando Ratna lo attaccò Nārada gli chiese la ragione delle sue azioni malvagie, al che Ratna replicò che era per prendersi cura della sua famiglia, cioè i suoi anziani genitori, sua moglie e i suoi figli. Il saggio gli chiese allora se essi sarebbero stati disposti a condividere con lui la punizione per i suoi misfatti, e sebbene Ratna fosse sicuro che lo fossero, seguì il consiglio del saggio, e dopo averlo legato a un albero tornò a casa per porre loro la domanda; la sua famiglia diede però una risposta negativa, sostenendo che fosse suo dovere prendersi cura di loro, e che non erano responsabili per il modo che egli aveva scelto per farlo. Deluso, tornò dal saggio, che gli disse di pentirsi dei suoi peccati e abbandonare la strada che aveva scelto, e cantare il nome di Śrī Rāma. Secondo la leggenda egli meditò lì per tanto tempo che su di lui si formò un formicaio (vālmik in sanscrito) senza che se ne accorgesse, da cui il nome Vālmīki, e divenne un maharṣi (grande saggio).

## IlRāmāyaṇa
Sempre secondo le varie leggende, Vālmīki assistette nella foresta all'uccisione di un uccello da parte di un cacciatore; egli fu molto toccato dalla sofferenza di questo, e compose e cantò una canzone per lui. Brahmā udì la canzone e ne fu profondamente commosso, perciò apparve al cospetto di Vālmīki e gli chiese di comporre una canzone sulla vita di Śrī Rāma con versi altrettanto belli. Vālmīki accettò, e Brahmā gli donò la conoscenza completa della vita di Śrī Rāma, con la quale egli cominciò a comporre un poema, il Rāmāyaṇa.
Il Rāmāyaṇa è il più antico poema scritto in sanscrito, ed è perciò chiamato Adi kāvya ("il primo poema"); per questo Vālmīki è anche noto come Adi kāvi ("il primo poeta").

## Altre leggende
Si racconta che sia stato Vālmīki a offrire ospitalità a Sītā, sposa di Rāma e regina di Ayodhya, quando questa fu esiliata, e che nel suo eremo nella foresta nacquero e crebbero i due gemelli figli di Rāma e Sītā, Lava e Kuśa.
A Vālmikī viene attribuito anche lo Yogavāsiṣṭha, un testo che tratta di un'ampia gamma di temi filosofici e che si dice sia stato composto più di 5 millenni fa.